# Two Sides to Every Story
Two Sides to Every Story è un album di Gene Clark, pubblicato dalla RSO Records nel febbraio del 1977.

## Tracce
Brani composti da Gene Clark, eccetto dove indicato 
Lato A
1. Home Run King – 2:57
2. Lonely Saturday – 4:04
3. In the Pines – 4:22 (Tradizionale, arrangiamento di Gene Clark)
4. Kansas City Southern – 4:38
5. Give My Love to Marie – 6:05 (James Talley)

Durata totale: 22:06
Lato B
1. Sister Moon – 5:06
2. Marylou – 3:31 (Sam Ling, Obie Jessie)
3. Hear the Wind – 3:06
4. Past Addresses – 5:22
5. Silent Crusade – 4:12

Durata totale: 21:17

## Musicisti
- Gene Clark - chitarra, voce
- Jerry McGee - chitarra elettrica solista, chitarra acustica solista
- Jeffrey Baxter - chitarra ritmica elettrica, chitarra acustica
- Al Perkins - chitarra pedal steel
- Douglas Dillard - banjo
- Byron Berline - fiddle
- Michael Utley - tastiere
- Jim Fielder - basso
- Sammy Creason - batteria
- Emmylou Harris - accompagnamento vocale, coro (brani: Home Run King e Sister Moon)
- Steve Soles - accompagnamento vocale, coro (brani: Home Run King e Sister Moon)
- Douglas Dillard - accompagnamento vocale, coro (brano: In the Pines)
- Pepper Watkins - accompagnamento vocale, coro (brano: In the Pines)
- John Hartford - accompagnamento vocale, coro (brano: In the Pines)
- Thomas Jefferson Kaye - accompagnamento vocale, coro (brani: Marylou e Past Addresses)
- Daniel Moore - accompagnamento vocale, coro (brani: Marylou e Past Addresses)
- Matthew Moore - accompagnamento vocale, coro (brani: Marylou e Past Addresses)
- Daniel Moore - accompagnamento vocale, coro (brani: Lonely Saturday, Hear the Wind e Kansas City Southern)
- Matthew Moore - accompagnamento vocale, coro (brani: Lonely Saturday, Hear the Wind e Kansas City Southern)

Note aggiuntive
- David Campbell - arrangiamenti (strumenti a corda)
- Thomas Jefferson Kaye - produttore (per la Thorkus Production, Inc.)
- Gary Legon - produttore esecutivo
- Joel Soifer - tecnico del suono[1]